# Хохар, Риаз
Риаз Хусейн Хохар (урду ریاض کھو کھر‎, 31 декабря 1942 — 26 декабря 2023) — пакистанский дипломат, занимавший пост федерального секретаря иностранных дел Пакистана с июня 2002 года по февраль 2005 года. Хохар также работал послом Пакистана в Индии (1992–1997), США (1997–1999) и Китае (1999–2002), прежде чем стать федеральным секретарём Министерства иностранных дел Пакистана. 

## Карьера
Риаз Хусейн Хохар родился 31 декабря 1942 года. Риаз Хохар поступил на дипломатическую службу Пакистана 10 октября 1966 года. В сентябре 2003 года Риаз Хохар проинформировал группу кашмирских лидеров о предстоящих индийско-пакистанских переговорах перед отъездом в Нью-Дели для переговоров с Индией.
Сообщается, что в 2004 году бывший президент Кашмира, контролируемого Пакистаном, Сардар Мухаммад Абдул Кайюм Хан заявил: «Руководство Кашмира поддержало комплексный диалог между двумя странами, но отметило, что переговоры не должны проводиться за счёт Кашмира».
И также в 2004 году Всесторонняя конференция Хуррият Кашмира также выразила свою поддержку продолжающемуся диалогу между Индией и Пакистаном.
29 июня 2004 года в качестве федерального секретаря Министерства иностранных дел Пакистана Риаз Хохар заявил: «По моему мнению, я обнаружил и увидел, что индийская сторона настроена серьёзно, привержена делу и полна решимости продвигаться вперед в рамках комплексного диалога».
Риаз Хусейн Хоха умер 26 декабря 2023 года, в возрасте 80 лет.